# Ortholeptura valida
Ortholeptura valida là một loài bọ cánh cứng trong họ Cerambycidae.